# Hasan Ülker
Hasan Ülker (* 23. Juni 1995 in Wuppertal) ist ein deutscher Fußballspieler. Er steht zurzeit bei der SSVg Velbert unter Vertrag.

## Werdegang
Ülker begann seine Fußballlaufbahn beim Wuppertaler SV, wo er bis 2009 aktiv war, bevor er zur TSG Sprockhövel wechselte. Dort bekam er 2013 auch seinen ersten Vertrag im Seniorenbereich. In den folgenden zwei Saisons bestritt er für den Verein 56 Spiele in der Oberliga Westfalen.
Im Sommer 2015 wurde er von Hansa Rostock im Juni erstmals getestet, bevor er einen Einjahresvertrag beim Verein unterschrieb. In seiner ersten Saison bestritt er für die zweite Mannschaft der Rostocker 14 Spiele in der Fußball-Oberliga Nordost und erzielte dabei 11 Tore. Sein Debüt in der ersten Mannschaft gab er am 26. August 2015 beim Heimspiel gegen die Stuttgarter Kickers, als er in der 73. Minute für Marco Kofler eingewechselt wurde. Im Januar 2016 stand Ülker gegen Fortuna Köln erstmals in der Startelf. und im Mai 2016 gewann er mit der Kogge den Landespokal Mecklenburg-Vorpommerns 2016 im Finale gegen den FC Schönberg 95 (4:3 i. E.). Ülker überzeugte Hansatrainer Christian Brand mit seinem Talent, sodass es im Juni 2016 zu einer Vertragsverlängerung bis 30. Juni 2018 kam. Auf eigenen Wunsch Ülkers wurde der Vertrag nach Beendigung der Drittligasaison 2016/17 und der Titelverteidigung im Landespokal jedoch vorzeitig aufgelöst. Insgesamt brachte es Ülker auf 16 Pflichtspieleinsätze für Hansa, in denen er zusammen drei Tore erzielte.
Ülker zog es im August 2017 in die Türkei zu Menemen Belediyespor. Im Januar 2018 wechselte er zu Fatih Karagümrük SK. Zur Saison 2018/19 kehrte er nach Deutschland und zur TSG Sprockhövel zurück. Nach einem Jahr wechselte er zur SSVg Velbert in die Oberliga Niederrhein.
Sein älterer Bruder Ferhat Ülker war zeitweise ebenfalls Fußballprofi.

## Erfolge
- Landespokalsieger Mecklenburg-Vorpommern 2015/16 und 2016/17 (mit dem FC Hansa Rostock)